# Фріпорт (Огайо)
Фріпорт (англ. Freeport) — селище (англ. village) в США, в окрузі Гаррісон штату Огайо. Населення — 321 особа (2020).

## Географія
Фріпорт розташований за координатами 40°12′40″ пн. ш. 81°16′7″ зх. д. / 40.21111° пн. ш. 81.26861° зх. д. (40.210983, -81.268725).  За даними Бюро перепису населення США в 2010 році селище мало площу 1,55 км², уся площа — суходіл.

## Демографія
Згідно з переписом 2010 року, у селищі мешкало 369 осіб у 161 домогосподарстві у складі 87 родин. Густота населення становила 238 осіб/км².  Було 181 помешкання (117/км²).
Расовий склад населення:
| - 97,6 % — білих |

До двох чи більше рас належало 2,4 %. Частка іспаномовних становила 0,0 % від усіх жителів.
За віковим діапазоном населення розподілялося таким чином: 23,3 % — особи молодші 18 років, 58,8 % — особи у віці 18—64 років, 17,9 % — особи у віці 65 років та старші. Медіана віку мешканця становила 41,2 року. На 100 осіб жіночої статі у селищі припадало 99,5 чоловіків;  на 100 жінок у віці від 18 років та старших — 103,6 чоловіків також старших 18 років.
Середній дохід на одне домашнє господарство  становив 49 595 доларів США (медіана — 35 568), а середній дохід на одну сім'ю — 67 702 долари (медіана — 56 786). Медіана доходів становила 43 750 доларів для чоловіків та 23 750 доларів для жінок. За межею бідності перебувало 11,8 % осіб, у тому числі 0,0 % дітей у віці до 18 років та 20,0 % осіб у віці 65 років та старших.
Цивільне працевлаштоване населення становило 186 осіб. Основні галузі зайнятості: роздрібна торгівля — 22,6 %, освіта, охорона здоров'я та соціальна допомога — 19,4 %, виробництво — 15,1 %.